# Steatoda kiwuensis
Steatoda kiwuensis är en spindelart som först beskrevs av Embrik Strand 1913.  Steatoda kiwuensis ingår i släktet vaxspindlar, och familjen klotspindlar. Inga underarter finns listade i Catalogue of Life.